# Henryk Troszczyński
Henryk Troszczyński (ur. 28 lipca 1923 w Warszawie, zm. 8 grudnia 2019 tamże) – polski żołnierz Armii Krajowej, uczestnik powstania warszawskiego, porucznik rezerwy Wojska Polskiego.

## Życiorys
W czasie drugiej wojny światowej (jesienią 1942) jako przymusowy robotnik skierowany został przez Niemców do pracy w okolice Katynia. Tam dowiedział się, podobnie jak inni pracujący tam Polacy, o mogiłach polskich oficerów. Powiadomił o tym Niemców i właśnie po przekazanych przez niego informacjach ruszyło niemieckie śledztwo w tej sprawie. Po powrocie do Warszawy wziął udział w powstaniu warszawskim. Walczył w składzie Zgrupowania Waligóry Armii Krajowej. 
Po kapitulacji powstania trafił jako robotnik przymusowy w okolice Namysłowa, położonego wówczas w granicach III Rzeszy.
Następnie służył w ludowym Wojsku Polskim pracując jako telegrafista.